# Phantastron
Ein Phantastron ist ein Typ eines monostabilen Multivibrators und wurde als Sägezahngenerator und als Zeitgeber verwendet.
Das Phantastron formt aus einem kurzen Startimpuls einen Rechteckimpuls, der zeitlich sehr genau ist und dessen Länge linear durch eine Steuerspannung bestimmt wird. Es wurde während der Radarentwicklung im Zweiten Weltkrieg erfunden.
Schaltungsprinzip ist, dass die oft für Zeitglieder übliche exponentielle Lade-/Entladekurve einer R/C-Kombination durch einen Miller-Integrator mit einem linearen Zeitablauf ersetzt wird. In der Vergangenheit war die Realisierung vor allem mit einer Pentode oder Heptode üblich. Später sind auch Transistorschaltungen mit diesem Schaltungsprinzip verwirklicht worden. Eine Selbsterregung (Gewinnung des Startimpulses aus dem Ende des Rechteckimpulses) ist ebenfalls möglich. So entsteht ein Sägezahngenerator. Solche Schaltungen wurden in frühen Synthesizern verwendet.
Der Ausgangsimpuls wurde als Steuersignal in Torschaltungen verwendet. Teilweise wurde auch der intern durch den Miller-Integrator erzeugte Sägezahnimpuls für Ablenkspannungen von Bildröhren genutzt.